# Center (Missouri)
Pour les articles homonymes, voir Center.
Center est une ville  du comté de Ralls, dans le Missouri, aux États-Unis,. Située au centre du comté, elle est incorporée en 1882.

## Démographie
Lors du recensement de 2010, la ville comptait une population de 508 habitants. Elle est estimée, en 2016, à 505 habitants.

### Source de la traduction
- (en) Cet article est partiellement ou en totalité issu de l’article de Wikipédia en anglais intitulé « Center, Missouri » (voir la liste des auteurs).